# Chili con queso

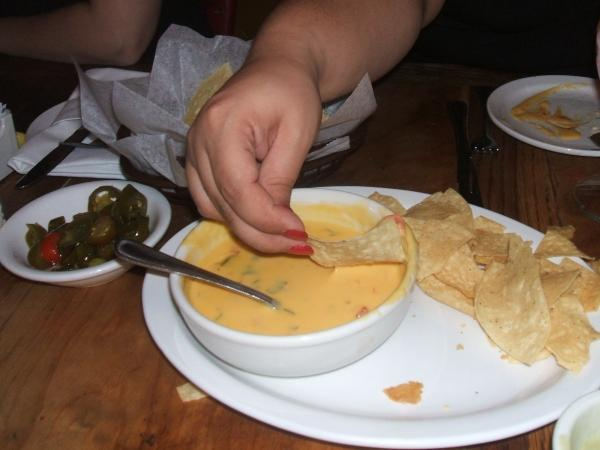
Chili con queso

El chili con queso es un aperitivo servido en los restaurantes de cocina Tex-Mex, que consiste en queso Velveeta mezclado con chile jalapeño. Está muy arraigado en la cocina del suroeste de Gastronomía de Estados Unidos, es muy raro fuera de Texas u Oklahoma dado que la cocina de los estados sureños de Estados Unidos presentan platillos mexicanos modificados para darles un nuevo nombre de arraigo. 
Este platillo es una variante del platillo conocido como chile con queso muy típico de la comida de los estados mexicanos de Chihuahua y Durango; las principales diferencias radican en que en México se utiliza el queso Chihuahua y en Estados Unidos Quesos Amarillos o de otra índole, y que en México se sirve como plato principal en la cena y no como aperitivo.[cita requerida]

## Variantes
Los más auténticos se pueden encontrar en Atlanta, Georgia o en Phoenix, Arizona.[cita requerida] Un restaurante mexicano denominado La Posta en La Mesilla, Nuevo México, cerca de Las Cruces, sirve la versión original mexicana del plato. Este plato no tiene nada que ver con los nachos mexicanos.
Aunque no es de extrañar que los estadounidenses de sangre mexicana que habitaron o recién llegan de México lleven sus recetas de origen, al cual le cambien algún ingrediente y las presenten como un plato novedoso en Estados Unidos, ya que por ellas no se presentan demandas de plagio. 
- Datos: Q2578908
- Multimedia: Chile con queso / Q2578908